# Жапаров, Садыр Нургожоевич
Сады́р Нургожо́евич Жапа́ров (кирг. Садыр Нургожо уулу Жапаров [sɑ'dɯr nurʁo'd͡ʒo d͡ʒɑ'pɑrof]; род. 6 декабря 1968, Кен-Суу, Иссык-Кульская область, Киргизская ССР, СССР) — кыргызстанский государственный и политический деятель. Президент Кыргызстана с 28 января 2021 года (и. о. с 15 октября по 14 ноября 2020 года). Ранее с 10 октября 2020 по 21 января 2021 года был премьер-министром страны.
Президентство Жапарова характеризуется автократическим и авторитарным правлением с консолидацией власти в руках главы государства и подавлением инакомыслия. До его прихода к власти Кыргызстан был известен относительно открытым политическим климатом по сравнению с другими постсоветскими государствами Средней Азии. Через конституционные референдумы Жапаров увеличил свои президентские полномочия до абсолютных и уменьшил влияние парламента, а также создал Народный Курултай, что привело к серьёзному демократическому откату в Кыргызстане. Несколько оппозиционных политиков и активистов были арестованы, независимые СМИ были закрыты, а их журналисты арестованы, также были введены новые законы, направленные на подавление независимых СМИ. С начала президентства Садыра Жапарова в 2021 году позиции Кыргызстана в международных рейтингах свободы прессы начали заметно ухудшаться. По данным организации Reporters Without Borders, если в 2021 году страна занимала 79-е место, то к 2023 году опустилась на 122-е, а в 2025 году — на 144-е место, став одной из стран с наименьшей свободой СМИ в регионе.
Во время президентства Жапарова правительство Кыргызстана приступило к масштабным государственным проектам, однако большая часть выделяемых на них денег через сложные сети доверенных лиц направляется компаниям, принадлежащим Жапарову. С момента его правления страна заметно ухудшила свои показатели в международном рейтинге восприятия коррупции Transparency International, опустившись с 126-го на 141 место.

## Биография

### Ранняя жизнь и карьера
Садыр Жапаров родился 6 декабря 1968 года в небольшом селе Кен-Суу Тюпского района Иссык-Кульской области. В старших классах до 1987 года одновременно с учёбой в школе работал рабочим в колхозе «Санташ». Окончив среднюю школу, поступил в Кыргызский государственный институт физической культуры в городе Фрунзе. В 1987 году был призван для службы в ряды Советской армии. В ходе службы в армии стал сержантом, был награждён нагрудным знаком «Отличник Советской армии». После возвращения из армии в 1989 году продолжил учиться в институте, окончив его с отличием в 1992 году по специальности «тренер». До 1995 года был простым рабочим в дехканском хозяйстве «Санташ».
В 1996—2000 годах заместитель председателя дехканского хозяйства «Солтонкул». В 2000—2002 годах — генеральный директор предприятия ООО «Гузель-МХААД», в 2002—2005 годах — генеральный директор небольшого нефтеперерабатывающего завода «Нурнефтегаз» в Балыкчы. В 2006 году Садыр Жапаров окончил юридический факультет Кыргызско-Российского Славянского университета имени Бориса Ельцина, получив второе высшее образование.

### Политическая карьера
В апреле 2005 года Садыр Жапаров был избран депутатом Жогорку Кенеша в ходе парламентских выборов 2005 года от оппозиционной фракции «Келечек» («Будущее»), став её лидером. Вскоре после парламентских выборов в стране начались протесты, которые превратились в «Тюльпановую революцию». Во время антиправительственных протестов и революции Садыр Жапаров был сторонником оппозиционного Народного движения Кыргызстана во главе с Курманбеком Бакиевым, который впоследствии после успешной революции был избран президентом страны. После прихода к власти оппозиционера Курманбека Бакиева, выражал свои симпатии к его режиму.
В 2006 году Садыр Жапаров был членом депутатской комиссии по государственным наградам, в 2007 году заместителем председателя депутатской комиссии по амнистии. После роспуска в октябре 2007 года президентом Курманбеком Бакиевым избиравшегося в феврале-марте 2005 года Жогорку Кенеша (однопалатного парламента республики), 22 октября 2007 года его депутатские полномочия были досрочно прекращены. Во внеочередных парламентских выборах 2007 года участвовал в списках пропрезидентской партии «Ак жол» («Светлый путь»). На этих выборах правоцентристская и пробакиевская партия «Ак жол» заняла наибольшее количество депутатских мест (71 из 90) в парламенте, став правящей партией. Несмотря на своё избрание депутатом, не стал принимать мандат, перейдя на работу в качестве советника президента Курманбека Бакиева.
В 2008—2009 годах параллельно был уполномоченным Национального агентства по предупреждению коррупции. Советником Курманбека Бакиева являлся до 2009 года. В 2009—2010 годах — директор Агентства по предупреждению коррупции при Государственной кадровой службе. Во времена, когда Садыр Жапаров возглавлял Агентство по предупреждению коррупции, он обвинил «Кыргызжилкоммунсоюз» в коррупционных схемах при закупке угля, в то время как его брат Сабыр Жапаров был владельцем угольного разреза в шахте «Жыргалан». Садыра Жапарова начали обвинять в лоббировании семейного бизнеса.
В 2010—2013 годах — депутат Жогорку Кенеша Кыргызской Республики.
В 2010 году президент Бакиев был свергнут в результате революции. В произошедших вскоре межэтнических столкновениях в Оше и Джалал-Абаде Жапаров и его соратники принимали активное участие, по собственным утверждениям — пытались предотвратить столкновения, по утверждениям их противников — поддерживали кыргызских националистов.
На выборах в октябре 2010 года вновь избран депутатом Жогорку Кенеша Кыргызской Республики по списку националистической партии Ата-Журт под руководством Камчыбека Ташиева, получившей большинство мест. Стал председателем комитета по судебно-правовым вопросам.
С 2012 года выступал за национализацию золотого рудника «Кумтор», находящегося в его родной Иссык-Кульской области, и обвинял управляющую им компанию в экологических нарушениях и коррупции. В связи с этим обрёл популярность среди своих земляков.

### Преследования

#### Подозрение в рейдерском захвате банка «Иссык-Куль»
Жапаров, во время своего пребывания на посту верховного комиссара Национального агентства по предупреждению коррупции, неоднократно обвинялся в рейдерском захвате Иссык-Куль банка с целью оказания помощи бизнес-империи Максима Бакиева , сына тогдашнего президента Курманбека Бакиева . Отмечается, что сестра Жапарова, Райкуль Жапарова, в союзе с литовским бизнесменом Михаилом Наделем , другом Максима Бакиева, силой захватила Иссык-Куль банк. Позже Райкуль Жапарова, став номинальным председателем Иссык-Куль банка, выполняла все указания Наделя по осуществлению всех мероприятий. В документах НБКР указано, что через этот банк Садыр Жапаров и его сестра отмыли 5 миллиардов долларов для Максима Бакиева . Среди которых, по заявлению предыдущего главы ГКНБ Абдиля Сегизбаева, были деньги от наркотрафика и торговли оружием.
В 2020 году Эркинбек Асрандиев , бывший вице-премьер и бывший аудитор банка в 2013 году, подтвердил факт рейдерского захвата банка «Иссык-Куль» и его использования в целях отмывания средств. Он назвал это основной причиной отклонения предложения Жапарова работать в его кабинете министров в 2020 году.  Жапарова обвиняют в том, что, будучи Верховным комиссаром по борьбе с коррупцией, Жапаров не предпринял никаких мер против коррупционных схем клана Курманбека Бакиева, его брата Жаниша Бакиева и сына Максима Бакиева, а наоборот, поддерживал с ними теплые родственные отношения.

#### Первое судебное преследование
По крайней мере с 2012 года Садыр Жапаров выступал за национализацию золоторудного месторождения Кумтор, являющегося крупнейшим подобным месторождением в Кыргызстане, и одним из крупнейших в регионе. 3 октября 2012 года во время очередного митинга за национализацию Кумтора в центре Бишкека, организованного Садыром Жапаровым и Камчыбеком Ташиевым, протестующие начали попытки захвата Белого дома (где работают и президент, и парламент). Они начали перелезать через ограждения правительственного здания и устраивать беспорядки в центре кыргызской столицы, сталкиваясь с милицией и подоспевшими «омоновцами» и сотрудниками госохраны. Жапаров, Ташиев и ряд других лидеров протестов были арестованы. Жапаров был обвинён по статье 295 УК республики («Насильственный захват власти или насильственное удержание власти»), хотя захвата власти ни фактически, ни юридически не было.
9 марта 2013 года Первомайский районный суд города Бишкека признал Жапарова и его соратников виновными и приговорил к одному году и шести месяцам лишения свободы. Жапаров и его соратники объявили себя политическими заключёнными, и это признали ряд политиков, журналистов, СМИ и международных организаций. В июне того же года Бишкекский городской суд в итоге оправдал их, и они были освобождены прямо в зале суда. Жапаров назвал это «торжеством справедливости и отличной работой гражданского общества в стране». После освобождения возобновил оппозиционную деятельность, продолжая отстаивать свои убеждения.

#### Митинги на Иссык-Куле
Летом 2013 года прокатилась серия серьёзных митингов против «Кумтора». Так, во время одного из митингов в Саруу жители отрубили свет на руднике. Одним из организаторов митинга называли Садыра Жапарова. 27 июня в Караколе прошёл митинг, где ситуация вышла из-под контроля. Митингующие попытались захватить в заложники полномочного представителя правительства Эмильбека Каптагаева, сожгли одну машину. Тогда правительство сообщило, что организаторами этих событий являются Садыр Жапаров и Кубанычбек Кадыров. Главные лица были задержаны, но Садыр Жапаров, отрицающий свою причастность, выехал из страны.

#### Монтаж видео
2 сентября 2013 года спецслужбы обнародовали видео, сделанное скрытой камерой, где автор Эрлан Омуралиев рассказал о планах отравить реку Нарын и перекрыть дороги депутатами «Ата-Журта» и другими оппозиционерами. В ролике Омуралиев рассказывает об итогах курултая, прошедшего на озере Сонкёль 26 августа, в котором принимали участие экс-глава МИД и лидер партии «Акыйкат» Аликбек Джекшенкулов и экс-депутат от «Ата-Журта» Садыр Жапаров.
17 сентября 2013 года Садыр Жапаров и Талант Мамытов на пресс-конференции продемонстрировали запись телефонного разговора, где Омуралиев говорит, что его заставили свидетельствовать против атажуртовцев сотрудники спецслужб.

#### Второе судебное преследование
Садыр Жапаров был вынужден четыре года проживать в Польше, а в 2017 году решил вернуться на родину. Но при пересечении кыргызско-казахской границы 25 марта 2017 года он был задержан и доставлен в СИЗО ГКНБ по обвинению в организации массовых беспорядков и захвате в заложники Эмилбека Каптагаева. Жапаров был приговорён к 11 годам и 6 месяцам лишения свободы.

#### Мемуары
Садыр Жапаров, находясь вдали от родины, выпустил свою книгу о 10 годах в политике. В ней он писал, что Эмильбек Каптагаев, занимая должность первого заместителя главы Иссык-Кульской областной администрации и одновременно председателя наблюдательного совета Фонда развития области, в 2008 году «с целью извлечения выгод для себя и других вступил в преступный сговор». После возбуждения против него уголовного дела просил помощи у Жапарова, занимавшего тогда пост главного комиссара по борьбе с коррупцией. Сам же Каптагаев категорически опроверг все эти обвинения.
В январе 2015 года в парламенте потребовали провести расследование. Генеральная прокуратура тем временем занялась изучением содержания книги.

#### Возвращение в Кыргызстан
В начале марта 2017 года Садыр Жапаров выпустил видеообращение, где высказался про Кумтор и про сотового оператора «Мегаком». Он убеждён, что компания должна остаться в собственности у государства. Также он заявил, что приедет 25 марта в Кыргызстан через кыргызско-казахскую границу. В день приезда Жапарова его хотело встретить более ста человек. Параллельно пара сотен митинговала в сквере им. М. Горького в Бишкеке. Однако власти быстро отреагировали на приезд Жапарова — сотрудники ГКНБ его сразу же вывезли с контрольно-пропускного пункта в изолятор временного содержания.

### Освобождение
5 октября 2020 года в Кыргызстане начались массовые протесты против результатов парламентских выборов. Утром 6 октября протестующие под руководством Камчыбека Ташиева освободили Садыра Жапарова и отвезли на центральную площадь Бишкека, где тот произнёс речь. Вечером 6 октября 2020 года депутаты парламента в гостинице «Достук» утвердили назначение Жапарова на должность премьер-министра страны. Однако другой кандидат в премьер-министры Кыргызстана от партии «Ата-Мекен» Тилек Токтогазиев заявил на проходящем возле Дома правительства митинге о том, что именно он является легитимным главой правительства, поскольку на этот пост его избрали на заседании Координационного совета, учреждённого лидерами оппозиционных партий. Токтогазиев считает назначение Жапарова незаконным, поскольку депутаты одобрили его под давлением нескольких сотен сторонников Жапарова, собравшихся возле гостиницы «Достук» во время заседания парламентариев. Также противники Жапарова указывают на отсутствие парламентского кворума и нарушение процедуры при его избрании.

## Президентство

#### И. о. президента Кыргызстана
С 15 октября 2020 года, после отставки президента Кыргызстана Сооронбая Жээнбекова в соответствии со статьёй 68 Конституции Кыргызской Республики стал исполнять обязанности президента Кыргызстана. 14 ноября 2020 года принял решение участвовать в выборах президента Кыргызстана, назначенных на 10 января 2021 года, в связи с чем сложил полномочия президента страны и приостановил должностные полномочия премьер-министра Кыргызстана.

#### Президентские выборы 2021 года
В январе 2021 года Жапаров принял участие в выборах президента Кыргызстана, на которых одержал победу, получив 79,2 % голосов избирателей, принявших участие в выборах. Торжественная церемония инаугурации Садыра Жапарова состоялась 28 января 2021 года в Кыргызской национальной филармонии.

### Внутренняя политика

#### Первые указы
Первые пять указов Садыра Жапарова касались духовного развития, новой кадровой политики, защиты бизнеса, миграции и добычи полезных ископаемых. 11 февраля президент подписал указ о праздновании 120-летия со дня рождения политического деятеля Юсупа Абдрахманова.

#### Правительство
3 февраля 2021 года депутаты Жогорку Кенеша утвердили состав и структуру нового правительства в присутствии президента Садыра Жапарова, который назначил Улукбека Марипова новым премьер-министром страны.
В январе 2021 года параллельно с президентскими выборами был проведён референдум о форме правления, на котором избирателей спросили, предпочтут ли они президентскую систему, парламентскую систему или выступят против обеих. Люди подавляющим большинством проголосовали за президентскую систему, которая давала бы Садыру Жапарову широкие полномочия. 5 мая он подписал распоряжение о создании Кабинета министров и переименовании должности Премьер-министра Киргизской Республики в Председателя Кабинета министров Кыргызской Республики.

#### Армия
После своей инаугурации Садыр Жапаров распорядился упразднить Государственный комитет по делам обороны и восстановить Министерство обороны Кыргызской Республики, сославшись на необходимость «дальнейшего развития системы управления вооружёнными силами». После подписания новой Конституции в мае он призвал к реформе Вооружённых сил, особенно настаивая на организации армии «по принципу специальных подразделений, полностью подготовленных и технологически оснащённых для ведения боевых действий в горных условиях». Он также призвал к созданию «народных дружинников», которая, по его словам, обеспечит мобилизационную готовность среди населения, проживающего в приграничных районах.
В том же месяце Жапаров также заложил фундамент для новой военной базы в Баткене, Лейлекском районе. В августе он объявил о планах повысить заработную плату военнослужащих Внутренних войск на 40 %.

#### Золотой рудник Кумтор

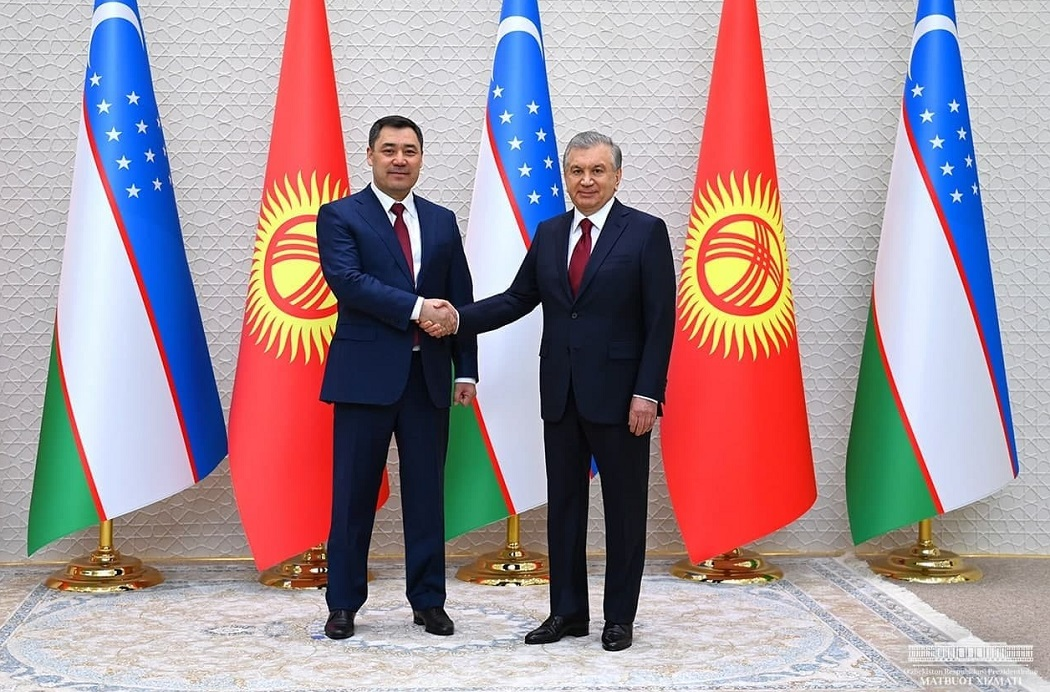
Встреча Садыра Жапарова с президентом Узбекистана Шавкатом Мирзиёевым. Ташкент. 11 марта 2021 года

14 мая 2021 года он подписал законопроект, разрешающий временный правительственный контроль над шахтой, через восемь дней после того, как он был одобрен парламентом. В ответ «Centerra Gold» начала арбитраж против Кыргызстана по поводу рудника.

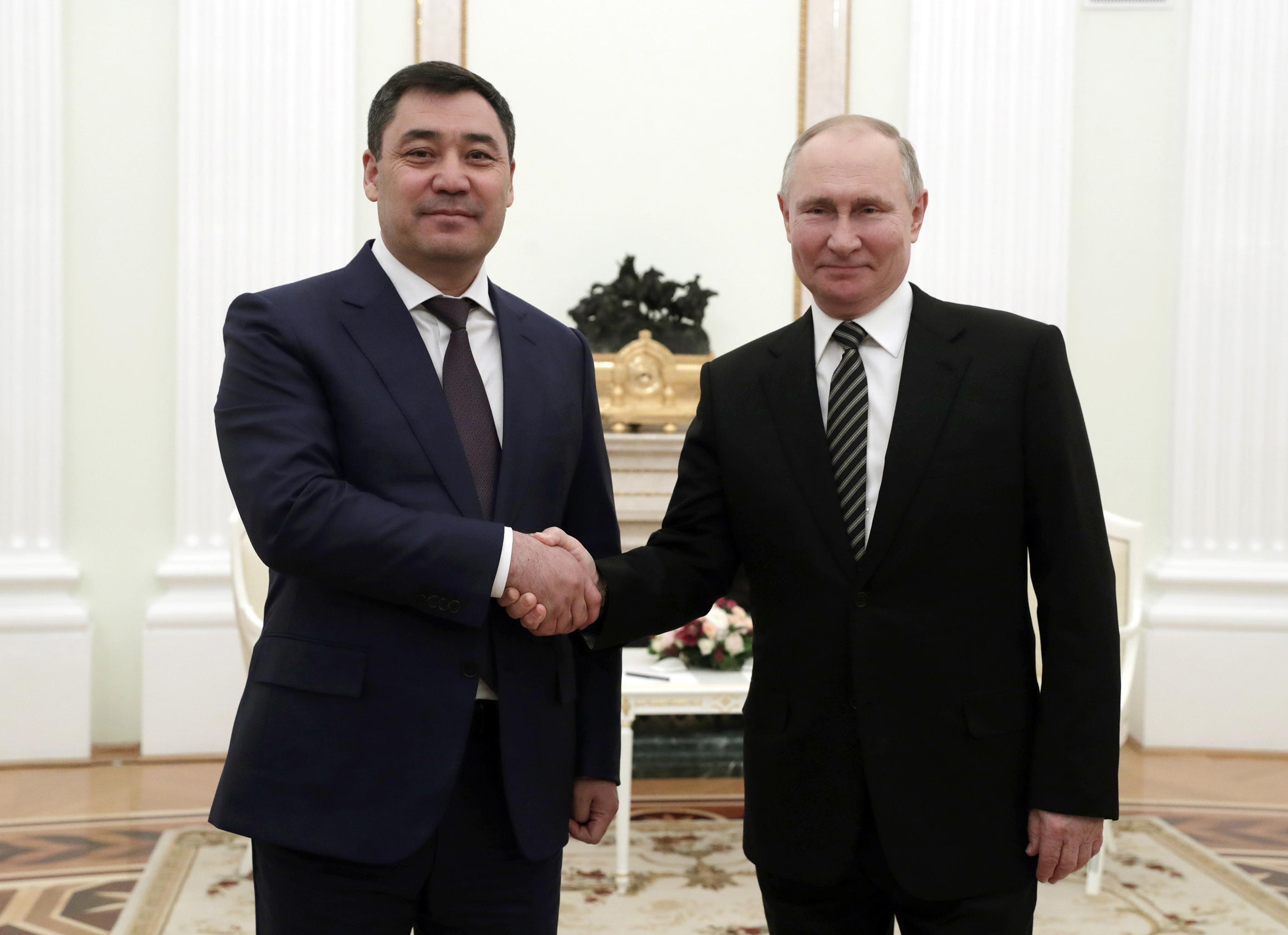
Встреча Садыра Жапарова с президентом России Владимиром Путиным. Москва. 24 февраля 2021 года

### Внешняя политика
Садыр Жапаров высказывает позицию в поддержку многовекторной внешней политики, в то время как некоторые источники называют его пророссийским политиком. Его поездка в Россию 25—26 февраля 2021 года стала первой поездкой в зарубежную страну во время пребывания в должности президента Кыргызстана.
Садыр Жапаров предложил Кыргызстану выплатить долг Китаю концессиями на добычу полезных ископаемых.
2—3 марта 2021 года он посетил Нур-Султан, где провёл консультации с президентом Казахстана Касым-Жомартом Токаевым и бывшим президентом Нурсултаном Назарбаевым. Жапаров подписал протокол, направленный на обеспечение энергетической безопасности Кыргызстана путём предотвращения истощения воды на Токтогульском водохранилище до критического уровня. В ходе визита он заявил, что «между нашими странами нет политических противоречий» и что «у нас много общих интересов», а через неделю посетил Ташкент, где он и президент Узбекистана Шавкат Мирзиёев договорились решить все пограничные вопросы в течение трёх месяцев.
Во время киргизско-таджикского пограничного конфликта 2021 года Садыр Жапаров возглавил киргизский ответ на столкновения. 30 апреля он провёл телефонный разговор с президентом Таджикистана Эмомали Рахмоном, в ходе которого согласился принять участие в личной встрече в Душанбе во второй половине мая. Он также предложил создать комиссию по поддержанию мира в составе старейшин обеих стран. Позже в тот же день Жапаров обратился к киргизскому народу, где призвал к спокойствию, особенно со стороны молодёжи, подчеркнув, что таджикское руководство не хочет войны с Киргизией, отметив свой опыт в гражданской войне в Таджикистане. При этом он также обвинил «некоторые силы» в дестабилизации ситуации на границе. Он объявил 1 и 2 мая днями национального траура по погибшим во время вооруженного конфликта на границе с Таджикистаном.

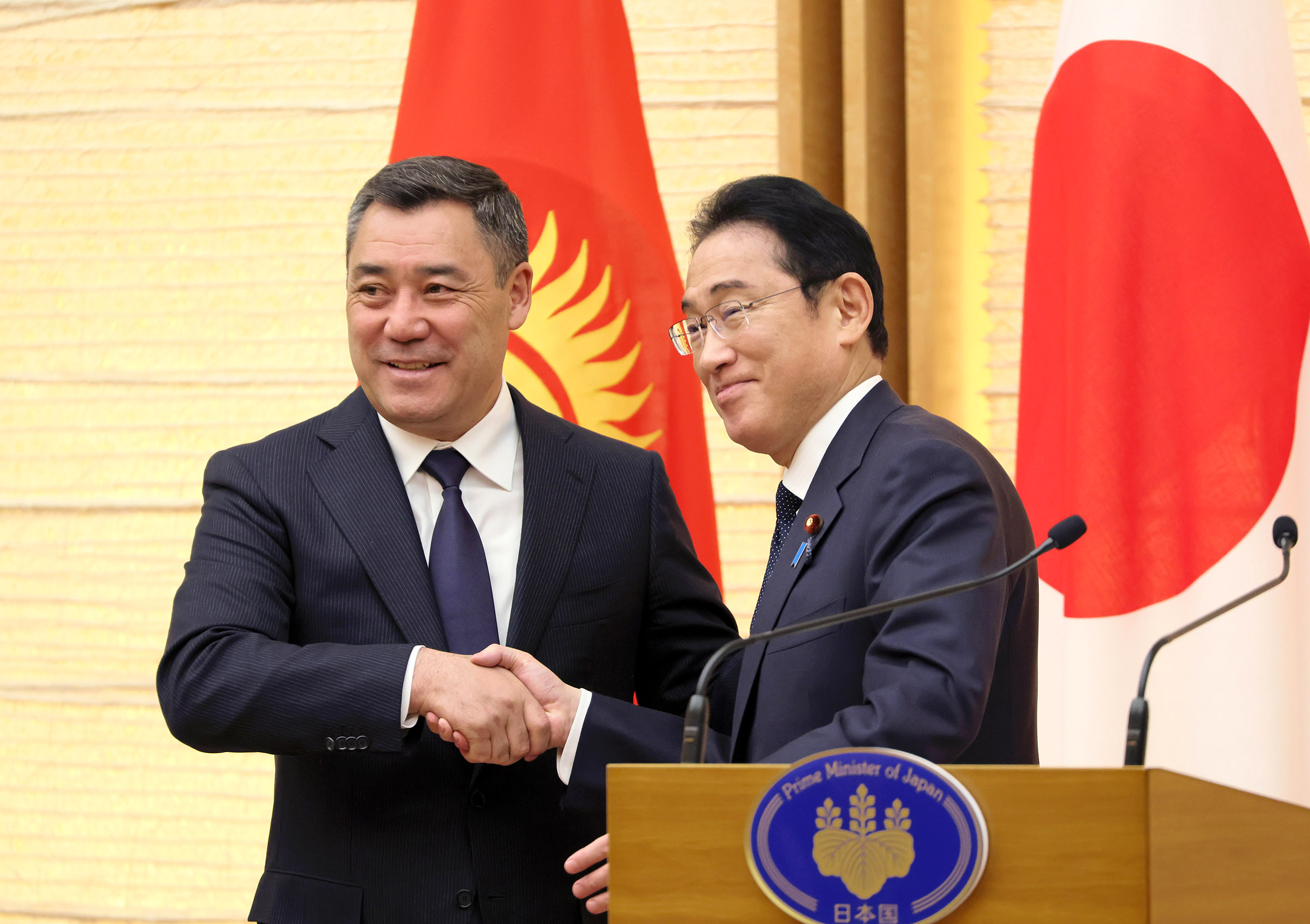
Садыр Жапаров на встрече с премьер-министром Японии Фумио Кисидой, 20 ноября 2023 года

В июне 2021 года Садыр Жапаров и его туркменский коллега Гурбангулы Бердымухамедов встретились, чтобы обсудить возможность поставок Туркменистаном осенью и зимой в Кыргызстан природного газа и электроэнергии.
В марте 2022 года киргизский лидер заявил о необходимости соблюдения Кыргызстаном нейтралитета в конфликте России и Украины, так как Кыргызстан — маленькая страна, и у Бишкека «не хватает влияния остановить войну».
1 апреля в столице Кыргызстана были запрещены любые митинги, связанные с конфликтом России и Украины.
25 апреля заявил о необходимости подписать новое соглашение о сотрудничестве с США, которое было денонсировано предыдущим президентом КР Алмазбеком Атамбаевым.

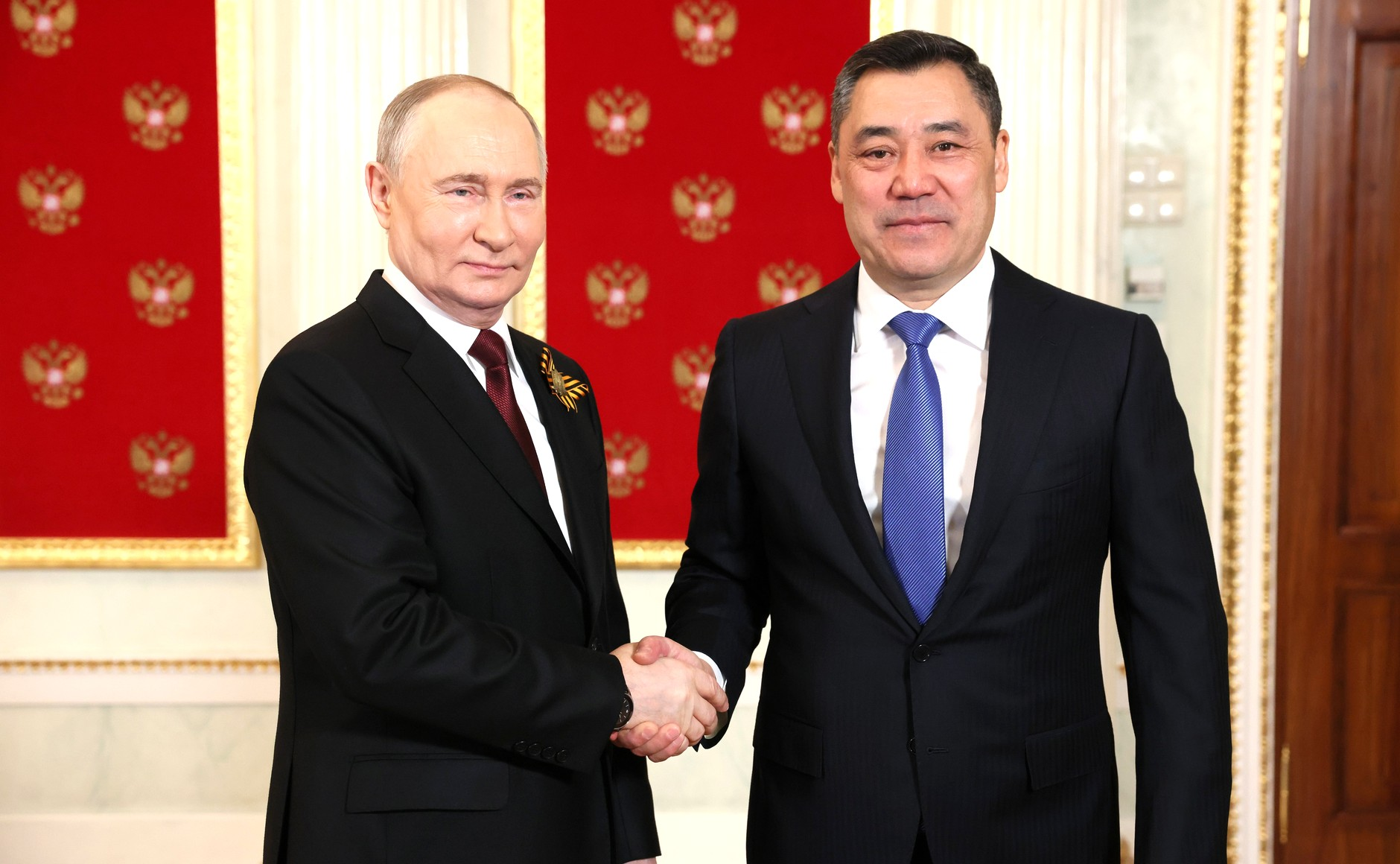
Садыр Жапаров на встрече с президентом Российской Федерации Владимиром Путиным перед началом Парада Победы в Москве, Россия, 9 мая 2024 года

Участвовал в праздновании Дня Победы в Москве в 2023, 2024  и 2025 годах.

### Операция
Летом 2021 года у Садыра Жапарова был диагностирован энтропион нижних век, который требовал хирургического вмешательства. В конце июля 2021 года президент стал носить солнцезащитные очки, затем он продолжил носить обычные очки в течение определённого времени.
23 июля Садыр Жапаров привился китайской вакциной Sinopharm против коронавирусной инфекции в торговом центре в Бишкеке.

## Личная жизнь и семья
Садыр Жапаров из многодетной семьи. В интервью Жапаров рассказывал, что родители жили в селе и занимались сельским хозяйством. Они воспитали 11 детей.
- Отец — Нургожо Жапаров. Скончался в сентябре 2017 года в возрасте 84 лет от болезни. ГСИН не позволила Садыру Жапарову присутствовать на похоронах.
- Мать — Кадыйжан Жапарова. Скончалась в марте 2019 года. Власти позволили Жапарову проводить её в последний путь.
- Супруга — Айгуль Асанбаева (больше известна как Айгуль Жапарова). Родилась в 1973 году в Тюпском районе Иссык-Кульской области. Училась в медучилище, затем получила высшее педагогическое образование в КГУ им. И. Арабаева. У Садыра и Айгуль Жапаровых четверо детей — сыновья Дастан, Рустам, Нурдоолот и дочь Жанайым.
  - Старший сын — Дастан Жапаров. Скончался в результате ДТП в августе 2019 года[62]. Садыр Жапаров, находившийся в это время в заключении, смог проводить его в последний путь.
  - Второй сын — Рустам Жапаров. Женился в 2019 году. Имеет дочь.
  - Нурдоолот и Жанайым — погодки. Несколько лет назад они учились в Турции. По некоторым данным, они также учились в АУЦА.
- Брат — Сабыр Жапаров. Участвует в политике. Был заместителем гендиректора ОАО «Шахта Жыргалан». Проводил митинги в поддержку своего брата Садыра Жапарова, за что его задерживала милиция. В выборах 4 октября участвовал по списку партии «Мекенчил», шёл вторым кандидатом после Камчыбека Ташиева.
- Сестра — Райкуль Жапарова. Является фигурантом уголовного дела. 13 апреля 2010 года в Генеральную прокуратуру поступило заявление, что ранее группа лиц во главе с Максимом Бакиевым рейдерски захватила инвестбанк «Иссык-Куль», после чего банк возглавила Райкуль Жапарова. В 2014 году её заочно осудили по делу о мошенничестве и легализации преступных доходов и объявили в международный розыск. Много лет она с семьёй жила в Польше, а в мае 2020 года её задержали, и Генпрокуратура решала вопрос о её экстрадиции, однако чем закончилось дело — неизвестно.
- Брат — Давлетбек Жапаров. В 2000 году он купил небольшой участок у дома быта в Караколе, а в 2008 году претендовал на 995 м² в хоздворе объекта. После длительных тяжб суд вынес решение в его пользу. В 2011 году он пытался стать мэром Каракола. Активно поддерживает Садыра Жапарова, выступал на различных пресс-конференциях.
- Сестра — Салтанат Жапарова. На сайте научных работ она указана как преподаватель Киргизского государственного университета имени К. Тыныстанова в Караколе. Кандидат педагогических наук, доцент.
- Брат — Орозбек Жапаров. Является главой айыл окмоту Сан-Таш. Это родовое село Жапаровых.

Также у Садыра Жапарова есть брат Аскарбек, сёстры Райхан и Гульбара. По данным osoo.kg, родственники владеют микрофинансовой компанией «Аска» и крестьянским хозяйством.

## Закон об общественных организациях, финансируемых из зарубежа
В 2024 году Кыргызстан принял новый закон, требующий от финансируемых из-за рубежа НПО, занимающихся политической деятельностью, регистрироваться в Министерстве юстиции и подчиняться более строгому государственному надзору за своей деятельностью. По данным Human Rights Watch, этот закон аналогичен законопроекту, внесенному на рассмотрение в 2013 году, прежде чем он был окончательно отозван. Обе версии закона имеют сходство с российским законом об НКО.
До принятия этого закона министр обороны России Сергей Шойгу делал заявления о потенциальной опасности, которую представляют иностранные НПО в Центральной Азии для российских интересов.
Садыр Жапаров стал главным двигателем продвижения этого закона и публично поддержал его.
Закон дает прокурорам право без суда объявлять иностранные и международные организации «нежелательными» в Кыргызстане и закрывать их. Организациям грозят крупные штрафы,  а их участникам — длительный срок тюремного заключения, если они не распустаятся после получения уведомления.

## Поддержка ЧВК «Вагнер»
Во время президентских выборов 2020 года Садыра Жапарова, согласно расследованию Kloop (киргизский партнер OCCRP), поддерживали российские политтехнологи, связанные с основателем частной военной компании «Вагнер» Евгением Пригожиным. Среди них были Александр Малькевич, Александр Серавин и Петр Бычков, все трое находятся под санкциями США.
На фотографиях, опубликованных Kloop, политтехнологи изображены с Садыром Жапаровым и главой Центральной избирательной комиссии Киргизии Нуржан Шайлдабековой. Бычков и Малькевич являются основателями Фонда защиты национальных ценностей, который связан с проектами Пригожина в Африке, Сирии и других странах. Серавин, ранее занимавший пост вице-губернатора Псковской области, работал над переизбранием Владимира Путина и обнулением его президентских сроков. По данным ряда расследований, указанные лица также участвовали в кампаниях по вмешательству во внутренние дела других стран, включая выборы в США, а в Кыргызстане Малькевич открыто призывал к подавлению гражданского общества в Кыргызстане.
После публикации расследования власти Кыргызстана заблокировали сайт Kloop в стране, а журналистка Лейла Саралаева, опубликовавшая материал, была вынуждена покинуть Кыргызстан из-за угроз и давления. В 2024 году в Кыргызстане обсуждалось возможное появление частной военной компании «Черный легион».

## Обвинения в коррупции
Непотизм
Отмечается, что за время работы Садыра Жапарова в ведомствах по противодействию коррупции он «так и не показал существенных успехов в борьбе с коррупцией». Его также обвиняют в связях с «вором в законе» и известным лидером криминального мира на севере страны Камчы Кольбаевым, связанным одновременно с так называемым «кланом Матраимовых». Садыра Жапарова обвиняют в непотизме и коррупции.
До своего президентства Жапаров неоднократно заявлял, что он против вмешательства своих ближайших родственников в политические процессы, а также занятия ими каких-либо высоких государственных должностей. Однако СМИ неоднократно писали о многочисленных родственниках Жапарова, которые за последние два года получили высокие должности: Алмаз Акматов стал председателем Счетной палаты, Таштанбек Каймазаров — главой Государственной миграционной службы, Нурбек Алимов — начальником Северо-Восточной таможни.  Еще один родственник президента Акылбек Тумонбаев является лидером парламентской группы «Элдик», а Турусбек Тумонбаед — главой «Бишкекасфальтсервиса». Журналисты-расследователи также выявили родственников главы государства в компании «Востокэлектро». Племянница Жапарова Перизат Жапарова занимает должность заместителя заведующего отделом цифрового развития Администрации президента.
Цензура СМИ и преследование журналистов
С начала президентства Садыра Жапарова Кыргызстан опустился на 50 позиций в рейтинге свободы слова «Репортеров без границ».  Еще один случай — закрытие телеканала «Kyrgyz Next» , санкционированное властями Кыргызстана. Первоначально директор телеканала был осужден за ретрансляцию медиаматериалов казахстанских СМИ,  а затем владелец канала Равшан Жээнбеков и его жена были заключены в следственный изолятор.
22 января 2022 года в отношении журналиста Болота Темирова и акына Болота Назарова было предъявлено обвинение по статья 287 «Склонение к потреблению наркотических средств и психотропных веществ» УК КР. Случившееся связывают с обнародованным расследованием «Как заработать 37 млн сомов за два дня? Садыр Жапаров и схема Ташиевых» про схемы при экспорте мазута, произведенного госкомпанией «Кыргызнефтегаз», к которым могут иметь отношение родственники приближенного к президенту главы ГКНБ Камчыбека Ташиева. Сам Камчыбек Ташиев отрицает все обвинения, и на пресс-конференции 23 января заявил, что у одного из задержанных были обнаружены наркотические вещества. В том же году был арестован политический активист и журналист Next TV Адилет Балтабай за выступления против открытия казино в Кыргызстане и приговорен к 5 годам лишения свободы. Были закрыты новостной фонд Kloop media и новостой ресурс Kloop.kg — одно из ведущих независимых СМИ в Кыргызстана, публикующих расследования о коррупции в правительстве.

## Критика
В англоязычных СМИ Садыра Жапарова часто называют националистом и популистом, а также сравнивают с такими политиками, как Ильхам Алиев и Дональд Трамп. Приход к власти президента Садыра Жапарова усилил его контроль над страной. В докладе Transparency international подчеркивается, что в Кыргызстане на всех уровнях подорвана независимость судебной системы — от национального до местного. В докладе также говорится, что «Госкомитет нацбезопасности превратился в непрозрачный инструмент репрессий политических оппонентов независимых СМИ и критически настроенных блогеров». Среди других негативных тенденций в докладе отмечается снижение прозрачности работы правительства, недопущение разоблачения правонарушений со стороны журналистов и общественности, а также рост коррупционных рисков. Это способствует процветанию коррупции, о чем свидетельствует снижение рейтинга страны в Индексе восприятия коррупции на пять баллов с 2020 года.
В апреле 2021 года Жапаров продвигал токсичный корень аконита как средство лечения COVID-19 . Впоследствии по меньшей мере четыре человека были госпитализированы с отравлением.  Ранее Facebook удалил посты президента, пропагандирующие использование этого вещества, заявив: «Мы удалили этот пост, поскольку не позволяем никому, включая избранных должностных лиц, делиться дезинформацией , которая может привести к неизбежному физическому вреду, или распространять ложные утверждения о том, как вылечить или предотвратить COVID-19».
Обвинение в национализме
Во время работы Жапарова в антикоррупционных ведомствах у него сложились дружеские отношения с Камчыбеком Ташиевым , лидером фракции «Ата-Журт», в которую входил Садыр Жапаров — он был заместителем председателя партии и поддерживал ее лидера. Партия позиционировала себя как крайне правая и ультранационалистическая — руководство партии в то время также было известно своими ультранационалистическими заявлениями.

## Награды
- Орден Почёта (12 октября 2023 года, Россия) — за значительный вклад в укрепление отношений стратегического партнёрства и союзничества между Российской Федерацией и Киргизской Республикой, развитие интеграционных процессов на евразийском пространстве[90]
- Орден «Достык» I степени (2024 год, Казахстан)[91]
- Орден «Дуслык» (21 февраля 2024 года, Татарстан, Россия)[92]
- Медаль Туркменистана «Magtymguly Pyragynyň 300 ýyllygyna» (11 октября 2024 года, Туркменистан) — учитывая заслуги в расширении дружеских отношений между Туркменистаном и Кыргызской Республикой, в изучении, бережном сохранении, популяризации и донесении грядущим поколениям творческого наследия поэта-классика туркменской литературы Махтумкули Фраги, большой личный вклад в сближение и обогащение культур, укрепление дружбы, братства и взаимовыгодного сотрудничества между туркменским и кыргызским народами, а также по случаю 300-летия туркменского поэта и мыслителя Махтумкули Фраги[93]
- Нагрудный знак «Отличник Советской Армии»[94].
- В 2009 году награждён медалью Иссык-Кульской областной государственной администрации «за заслуги и значительный вклад в социально-экономическое развитие Иссык-Кульской области».
- В 2010 году награждён медалью Российского Союза ветеранов Афганистана «За заслуги» (решением Центрального правления Союза ветеранов Афганистана от 7 декабря 2009 года под № 485).
- В 2021 году был присвоен статус почётного профессора Университета экономики и технологий ТОББ.

Также носит титул почётного президента Федерации смешанных единоборств Кыргызстана.